# Demergotik

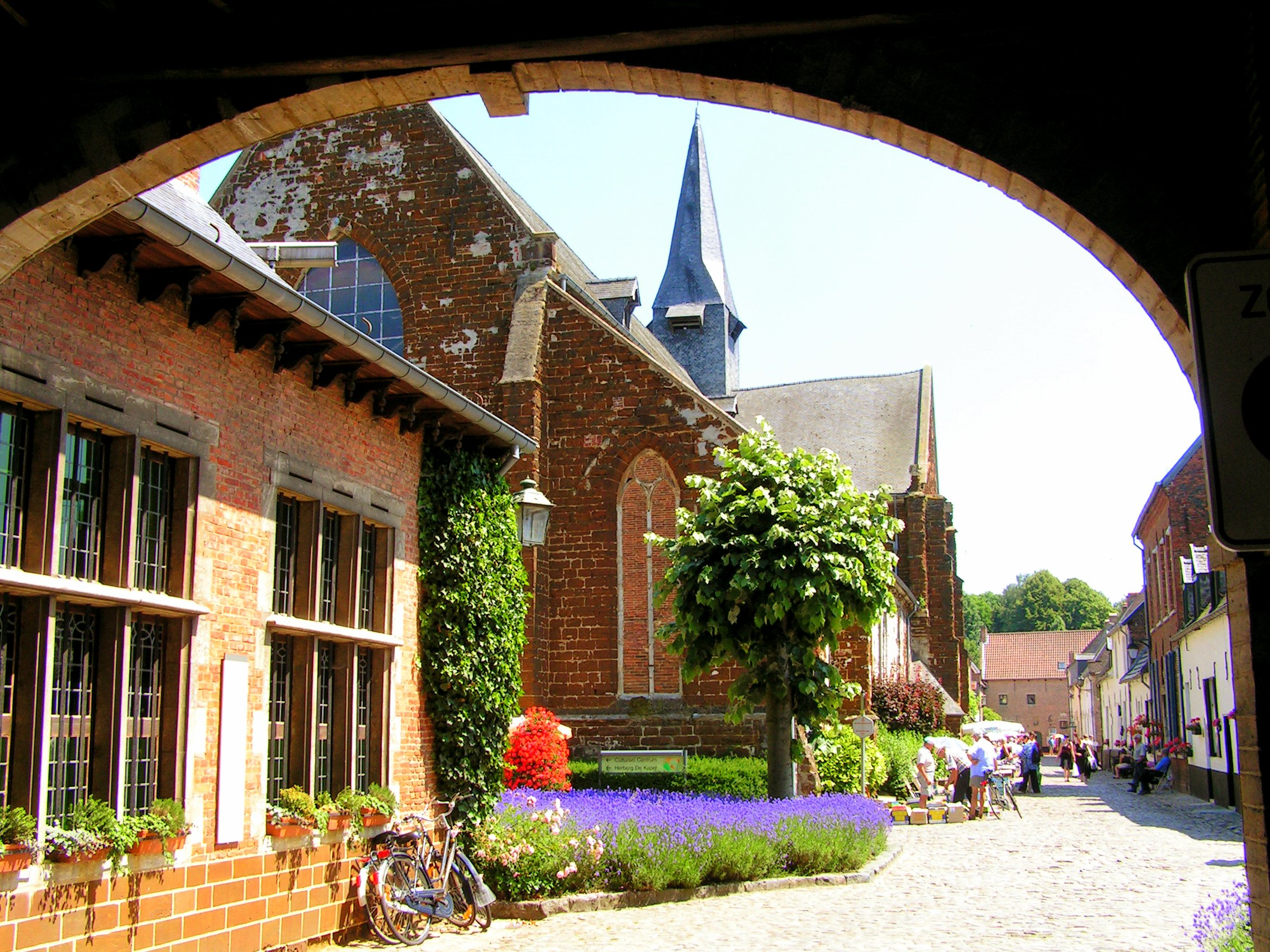
Beginenhofkirche in Diest

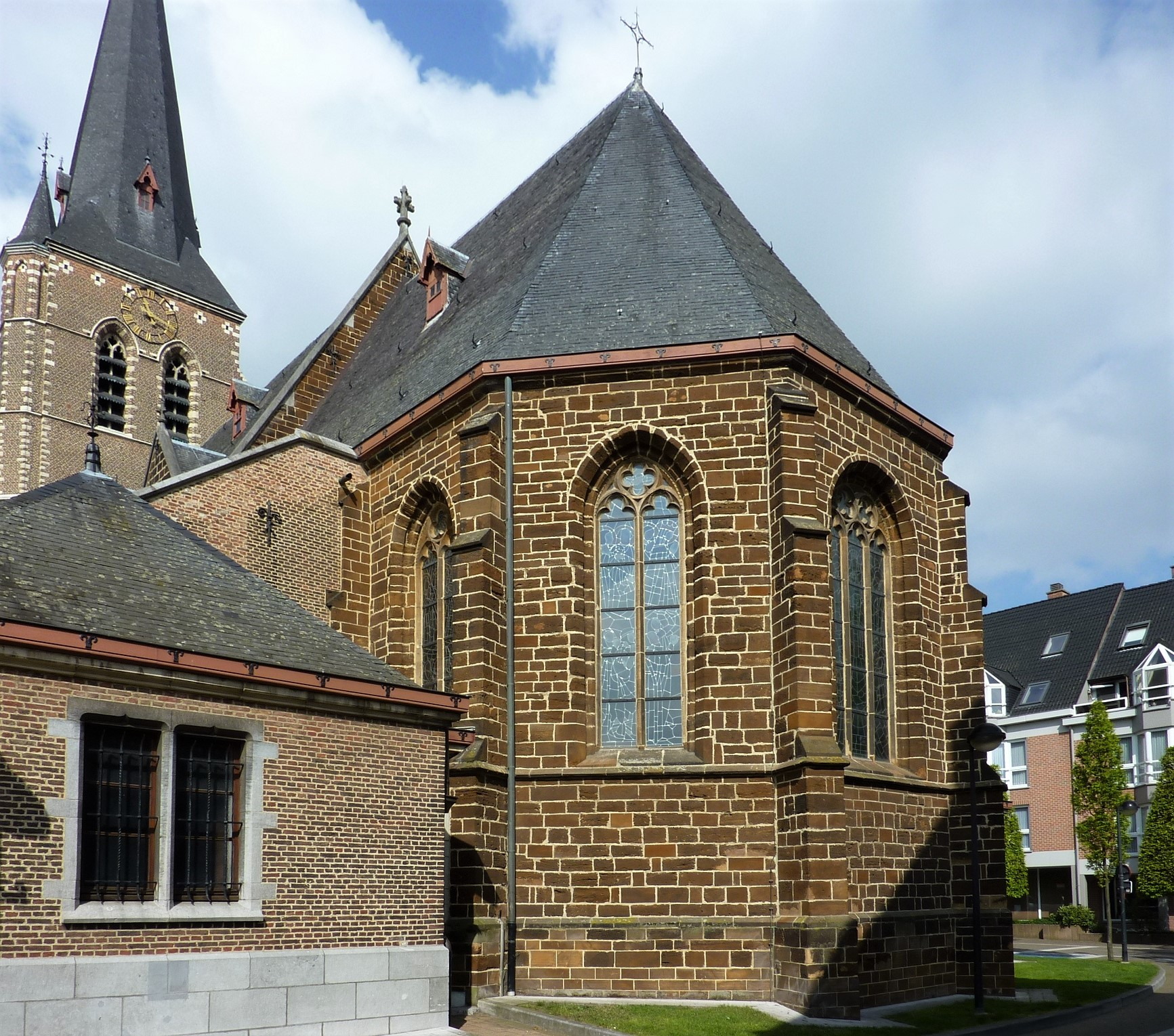
Blick zum Chor der Sint-Martinuskerk in Tessenderlo

Demergotik bezeichnet eine regionale Variante des gotischen Baustils, die vor allem im Hageland in Belgien zu finden ist. Auffallendstes Charakteristikum sind die kapitelllosen Säulen und die Verwendung des lokalen rostbraunen eisenerzhaltigen Sandsteins. Der Name bezieht sich auf den Fluss Demer.
Beispiele der Demergotik sind:
- die Liebfrauenkirche in Aarschot
- das Torhaus (Poortgebouw) der Abtei Averbode
- die Sint-Pietersbandenkerk in Beringen
- Sint-Laurentius in Betekom (Begijnendijk)
- St. Katharina, St. Sulpitius und die Onze-Lieve-Vrouwkerk sowie die Ruine der Sint Jan de Doperkerk in Diest
- St. Dymphna in Geel
- Sint-Pietersbandenkerk in Halen
- Sint-Hubertus en Vincentiuskerk in Heusden-Zolder
- Sint-Martinuskerk in Rotselaar-Wezemaal
- Sint-Eustachiuskerk in Scherpenheuvel-Zichem
- Sint-Michielskerk in Scherpenheuvel-Zichem (Messelbroek)
- Sint-Pieterskerk in Scherpenheuvel-Zichem (Testelt)
- Sint-Genovevakerk in Sint-Truiden-Zepperen
- Sint Martinuskerk (Tessenderlo)
- Onze-Lieve-Vrouw-in-de-Wijngaardkerk in Laakdal-Veerle
- St. Lambertus in Westerlo
- Onze-Lieve-Vrouw-Kapel in Zoutleeuw

Der Eisensandstein fand auch Verwendung beim Torhaus der Abtei Tongerlo. Außerhalb des Kerngebiets der Demergotik zeigt die Kirche Saint-Jean-Baptiste in Wavre den Einfluss des Baustils.